# Terravision (globe numérique)
Ne doit pas être confondu avec Terravision.

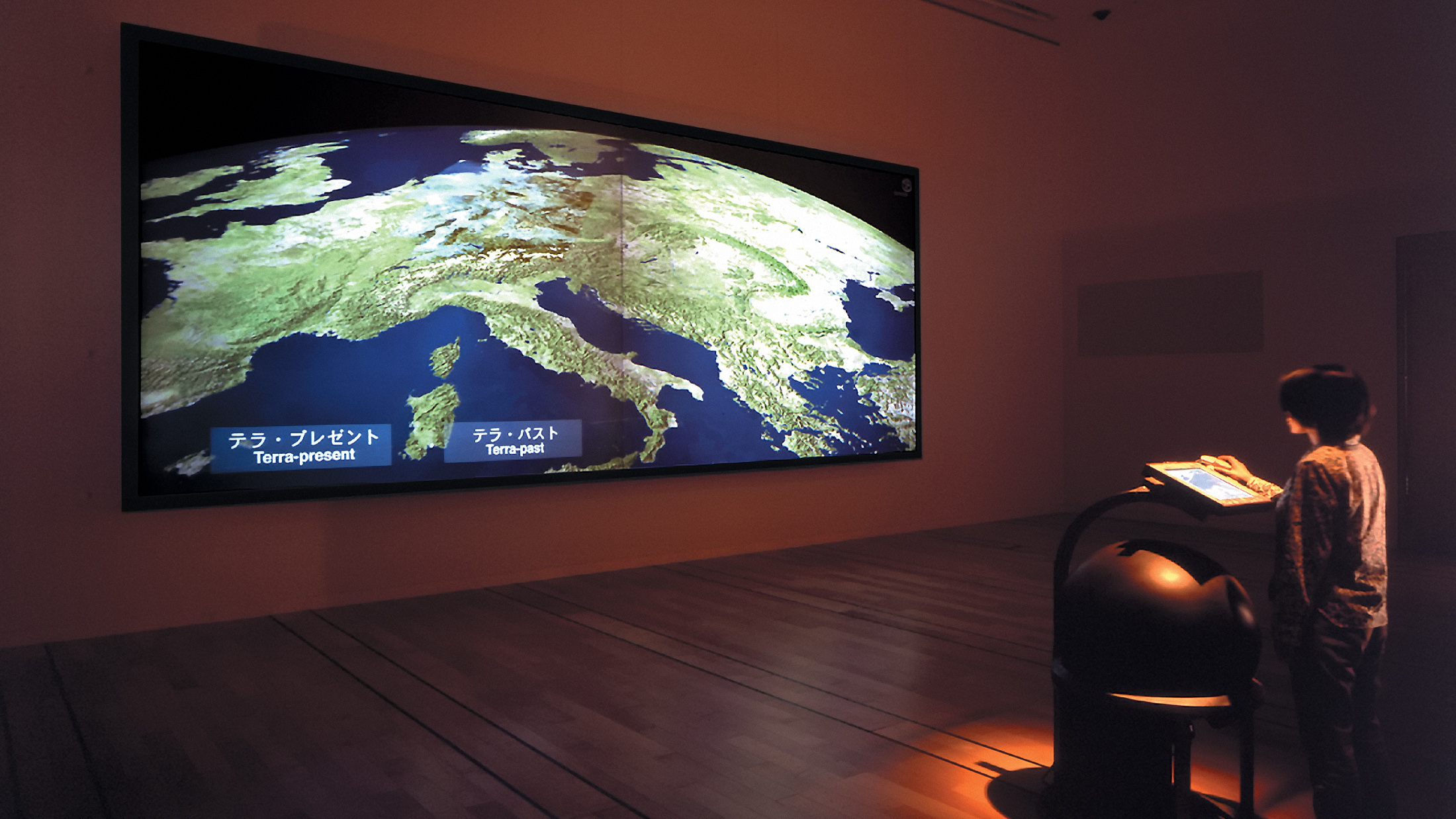
L'installation TerraVision "Terra Present / Terra Past" au Intercommunication Center Tokyo en 1998.

Terravision, également TerraVision, est un globe terrestre numérique interactif, développé à partir de 1993, par l'agence berlinoise ART+COM, qui utilise l'image de la Terre comme système d'organisation spatiale de l'information. Le projet artistique est présenté à un large public lors de la conférence de l'UIT (Union internationale des télécommunications) à Kyoto, fin 1994. En 1995, l'installation est présentée au SIGGRAPH à Mountain View, en Californie. Le site de streaming Netflix a produit une mini-série de 4 épisodes intitulée The Billion Dollar Code qui met en scène le litige juridique contre Google. D'anciens employés ont accompagné Netflix lors de la réalisation.

## Présentation
En tant qu'application de géolocalisation, Terravision combine des photographies aériennes, des images satellites et des données d'élévation qui peuvent être parcourues en temps réel. En complément de la représentation photoréaliste de la Terre, le système offre un large éventail d'informations, telles que des données météorologiques, des modèles architecturaux ou des itinéraires de réseau. Trois éléments d'interface permettent d'interagir avec le système : l'Earthtracker, un modèle de globe physique permettant de contrôler la Terre virtuelle, une souris 3D permettant de survoler la surface, et un écran tactile permettant d'interagir avec les objets et les informations affichés. Les utilisateurs se déplacent librement et en temps réel sur la Terre virtuelle photoréaliste : de la vue macro depuis l'espace à la vue micro, ils peuvent voler virtuellement vers la surface de la Terre, où les continents, puis les villes et enfin les modèles architecturaux haute résolution des bâtiments individuels deviennent visibles. Outre la navigation spatiale, la navigation temporelle est également possible. Elle permet de naviguer dans le temps à l'aide de photographies aériennes historiques et de retracer ainsi l'évolution d'un lieu.
Toutes les données nécessaires à la visualisation sont distribuées sur des serveurs décentralisés dans le monde entier, connectés par un réseau de test à large bande, puis chargées et affichées en temps réel. Terravision est donc un exemple précoce de projet collaboratif dans lequel les utilisateurs contribuent collectivement à la réalisation d'une grande image, en l'occurrence celle de la Terre entière.

## Litige avec Google
ART+COM a obtenu un brevet pour cette technologie aux États-Unis. La publication du logiciel Google Earth, en 2001 donne lieu à un litige juridique aux États-Unis (2014-2017), qui est finalement tranché en faveur de Google. L'histoire de ce litige est racontée par Netflix, en 2021, sous la forme d'une mini-série intitulée The Billion Dollar Code. À cette fin, les réalisateurs ont mené au préalable des entretiens intensifs avec les développeurs impliqués d'ART+COM, qui ont également donné lieu à une featurette d'une demi-heure intitulée Making The Billion Dollar Code.